# あした死ぬには、
『あした死ぬには、』（あしたしぬには）は雁須磨子による日本の漫画作品。太田出版のウェブメディア『Ohta Web Comic』にて、2018年3月28日から連載中。

## 概要
雁須磨子による初のウェブ連載で、映画宣伝会社に務める42歳の独身女性・本奈多子を中心に、職場での葛藤や同級生との付き合いの変化が描かれる、大人のコミック読者向けのオムニバス作品。40代になると直面する更年期障害と思われる心や体の変化、親や仕事など環境の変化が描かれ、稀な「アラフォー向けの漫画」として連載開始当時から各メディアで注目される。「このマンガがすごい!2020」オンナ編第3位、第23回文化庁メディア芸術祭マンガ部門優秀賞に選出、また「マンガ大賞2020」2次ノミネートにも選ばれている。
第2巻には、雁須磨子と長年交流のあるよしながふみとの対談が収録されており、その一部がウェブ公開されている。

## 登場人物
本奈 多子（ほんな さわこ）
主人公。42歳、独身。映画宣伝会社勤務。最近、身体のさまざまな不調を感じ、更年期障害を疑うようになる
小宮 塔子（こみや とうこ）
多子の同級生。既婚。旧姓は野崎。娘が大学生になったことをきっかけに、パート勤めを始める。
鳴神 沙羅（なるかみ さら）
多子の同級生。独身、無職。様々な不運が重なった結果、実家に15年引きこもる。
沢村 三月（さわむら みつき）
多子の会社の後輩。頼れる20代。
梅木（うめき）
多子の会社の先輩。社長の幼馴染みでもあり、コネで入社した。多子や三月より年上だが、容量の悪さ故に仕事ができない。
有岡 智之（ありおかともゆき）
多子の仕事相手。ガンで余命宣告を受け、退社する。映画を制作中。

## 書誌情報
- 雁須磨子『あした死ぬには、』太田出版、既刊4巻（2022年10月14日現在）
  1. 2019年6月13日発売[6][7]、ISBN 978-4-7783-2301-1
  2. 2020年1月17日発売[8]、ISBN 978-4-7783-2304-2
  3. 2021年3月12日発売[9]、ISBN 978-4-7783-2309-7
  4. 2022年10月14日発売[10]、ISBN 978-4-7783-2316-5